# Dean Steinkuhler
Dean Elmer Steinkuhler (Burr, 27 gennaio 1961) è un ex giocatore di football americano statunitense che ha giocato nel ruolo di offensive guard nella National Football League (NFL). Fu scelto nel corso del primo giro (2º assoluto) del Draft NFL 1984 dagli Houston Oilers. Al college giocò a football all'Università del Nebraska-Lincoln.

## Carriera
Steinkuhler fu scelto come secondo assoluto nel Draft 1984 dagli Houston Oliers.  Nel suo primo anno fu premiato come miglior debuttante della squadra. Giocò con gli Oilers per tutta la carriera fino al 1991, disputando cento partite come professionista, sia come offensive guard che come offensive tackle.

## Palmarès
- PFWA All-Rookie Team - 1984
- Outland Trophy - 1983
- Lombardi Award - 1983

## Statistiche
| Partite totali | 100 |